# Herbert Flam
Herbert Flam (geboren 7. November 1928 in New York City, New York; gestorben 25. November 1980) war ein US-amerikanischer Tennisspieler.

## Karriere
Bereits in seiner Jugend erreichte Herbert Flam erste Achtungserfolge. Als 15-Jähriger gewann er die Meisterschaften der U.S. Lawn Tennis Association. Außerdem wurde er 1945 US-amerikanischer Schülermeister im Einzel und Doppel an der Seite von Hugh Stewart; den Doppelerfolg konnte er 1946 wiederholen. Im Jahr 1948 erreichte er zum ersten Mal im Einzel das Halbfinale der U.S. Championships, die später als US Open ausgetragen wurden; hier unterlag er dem Südafrikaner Eric Sturgess. Er erreichte 1950 beim selben Turnier zum ersten und einzigen Mal das Finale, in welchem er sich seinem Landsmann Arthur Larsen geschlagen geben musste. Im Jahr 1950 führte Flam zudem als einer der Kapitäne die Mannschaft der UCLA zum ersten NCAA-Titel.
In den Jahren 1951 und 1952 spielte er sich jeweils ins Halbfinale von Wimbledon vor. 1951 scheiterte er am späteren Turniersieger Dick Savitt und 1952 unterlag er Jaroslav Drobný in fünf Sätzen. Bei seinem einzigen Halbfinalmatch bei den Australian Open verlor er 1956 gegen den Lokalmatador Ken Rosewall.
Im Jahr 1957 kam er bei den Internationalen französischen Tennismeisterschaften ins Finale, wo er sich dem Schweden Sven Davidson geschlagen geben musste. In Wimbledon folgte eine Viertelfinalteilnahme und bei den U.S. Championships verlor er seine Halbfinalpartie gegen Ashley Cooper. Die U.S. Championships waren mit einem Finale, zwei Halbfinalen und drei Viertelfinalteilnahmen sein erfolgreichsten Grand-Slam-Turnier.
Im Jahr 1950, 1956 und 1957 wurde Herbert Flam als zweitbester Tennisspieler der USA geführt. Außerdem war er 1957 gemäß dem World Tennis Magazine auf Platz 5 der Welt. Lance Tingay listete ihn in diesem Jahr an Position 4.
Zwischen 1951 und 1957 trat Flam für die Davis-Cup-Mannschaft der Vereinigten Staaten in acht Begegnungen an. Er gewann 12 von 14 Partien im Davis Cup. Sein größter Erfolg war das Erreichen des Finales im Jahr 1956, wo die USA Australien 0:5 unterlagen.
1963 erreichte er in Wimbledon die zweite Runde des Einzels, was sein letztes Profiturnier darstellte.
Im Jahr 1987 wurde Flam postum in die Collegiate Tennis Hall of Fame aufgenommen, 1992 folgte die International Jewish Sports Hall of Fame.

## Privates
Herbert Flam wurde im New Yorker Stadtteil Brooklyn geboren. Er studierte an der UCLA in Los Angeles. In den Jahren 1953 und 1954 diente er in der United States Navy.

## Finalteilnahmen bei Grand-Slam-Turnieren

### Einzel

#### Finalteilnahmen
| Nr. | Datum             | Turnier                                           | Belag | Finalgegner   | Ergebnis                |
| --- | ----------------- | ------------------------------------------------- | ----- | ------------- | ----------------------- |
| 1.  | 5. September 1950 | U.S. Championships                                | Rasen | Arthur Larsen | 3:6, 6:4, 7:5, 4:6, 3:6 |
| 2.  | 6. Juli 1962      | Internationale französische Tennismeisterschaften | Sand  | Sven Davidson | 3:6, 3:6, 4:6           |